# 安然 (明朝官员)
安然（1323年—1381年），祥符（河南開封）人，徙居潁州。明朝初期政治人物。

## 生平
元朝末年，其為左丞守萊州。后明朝部隊進攻山東時，率眾歸附。后升任山東參政。洪武二年，擔任工部尚書，后出任河南參政、浙江布政使，再入朝擔任御史臺右大夫。洪武十三年，改為左中丞，后因胡惟庸案連坐被罷免。此後又召為四輔官。